# Deinopa directa
Deinopa directa là một loài bướm đêm trong họ Erebidae.